# Come le altre
Come le altre è un singolo del cantautore italiano Holden, pubblicato il 23 maggio 2019.

## Descrizione
Il brano è scritto, composto e prodotto dallo stesso cantautore.

## Tracce
Testi e musiche di Joseph Carta.
1. Come le altre – 2:21